# Corato
Corato és un municipi italià, situat a la regió de la Pulla i a la Ciutat metropolitana de Bari. L'any 2022 tenia 47.117 habitants.